# 青年成就
青年成就（Junior Achievement）是一个非营利性青年组织，由 Horace A. Moses，Theodore Vail和Winthrop M. Crane在1919年建立，Junior Acheveiment与当地企业和政府一起，给从幼儿园到大学的同学，传授财务知识，进行职业教育，培养企业家精神。